# José Cancela Moura
José Joaquim Cancela Moura (27 de julho de 1963) é um advogado, deputado e político português. Ele é deputado à Assembleia da República na XIV legislatura pelo Partido Social Democrata.